# Ernst Balthasar Siegmund von Taubadel
Ernst Balthasar Siegmund von Taubadel (* 7. August 1724 in Dankwitz, Fürstentum Brieg; † 13. August 1802 in Glogau, Landkreis Glogau) war ein königlich-preußischer Generalmajor und Kommandant von Danzig (1793–1795).

## Leben
Ernst Balthasar Siegmund war Angehöriger des Adelsgeschlechts von Taubadel. Er wurde auf dem elterlichen Gut Dankwitz geboren, das er später erbte. Zudem war er Gutsherr auf Märzdorf bei Kunern.
1741 trat er als Gefreiter-Korporal in die Preußische Armee ein und wurde 1743 Sekondeleutnant. Als solcher machte er den Zweiten Schlesischen Krieg (1744–1745) mit und als Capitain den Siebenjährigen Krieg (1756–1763, auch „Dritter Schlesischer Krieg“ genannt). 1762 wurde er zum Major befördert. 1768 wird er auch als Amtshauptmann von Freienwalde (Oder) genannt. 1774 wurde er zum Obristleutnant befördert und 1788 zum Obrist. Am 4. Mai 1793 wurde Taubadel zum Kommandanten von Danzig ernannt und aus dieser Anlass zum Generalmajor befördert. Am 17. März 1795 demittierte er. Am 13. Mai 1795 erhielt er vom preußischen König Friedrich Wilhelm II. den Orden Pour le Mérite mit den Worten „… als Zeichen Meiner Zufriedenheit mit seinen vieljährigen treuen Diensten.“

## Familie
Um 1752 lernte Taubadel in Schlesien seine erste Ehefrau kennen: Sophie Therese von Ohl und Adlerscron (* 22. Mai 1728 auf Gut Haunold; † 1764) war das einzige Kind des schon 1739 im Russisch-Österreichischen Türkenkrieg in der Schlacht bei Grocka (Serbien) als Capitain-Lieutenant gefallenen Gutsbesitzers Wilhelm von Ohl und Adlerscron (1696–1739). Ihre Mutter Charlotte von Lohenstein (1708–1728) war nach ihrer Geburt 1728 im Kindbett gestorben. Ihren ersten Ehemann hatte Sophie Therese 1751 nach nur vierjähriger Ehe schon als 23-Jährige verloren, auch ihre beiden Söhne aus dieser Ehe waren beide im Alter von jeweils zwei Jahren gestorben. So stand Sophie Therese völlig allein. Taubadel heiratete sie am 20. Juni 1753 in der für sein Gut Dankwitz zuständigen evangelischen Kirche zu Jordansmühl, Weichbild Nimptsch. Diese Ehe blieb kinderlos. Nach ihrem frühen Tod als 35-Jährige (1764) heiratete Taubadel in zweiter Ehe 1768 Helene Charlotte von Prittwitz und Gaffron (* 16. September 1743; † 19. April 1784 in Schiedlitz bei Danzig), die Tochter des Carl Moritz von Prittwitz und Gaffron, Gutsherr auf Grambschütz und anderen, und dessen zweiter Ehefrau Anna Eleonore von Paczensky und Tenczin. Aus dieser Ehe entstammten zwei Söhne, die beide ebenfalls die Offizierslaufbahn einschlugen.
Taubadel wurde am 16. August 1802 in Glogau beigesetzt.

## Orden und Ehrenzeichen
- Pour le Mérite (1795)